# Yushania
Yushania is een geslacht van de tribus bamboe uit de grassenfamilie (Poaceae). De soorten van dit geslacht komen voor in gematigd en (sub)tropisch Azië, van India tot in Centraal-China en op de Filipijnen.

## Soorten
Van het geslacht zijn de volgende soorten bekend:
- Yushania addingtonii Demoly
- Yushania ailuropodina T.P.Yi
- Yushania anceps (Mitford) W.C.Lin
- Yushania andropogonoides (Hand.-Mazz.) T.P.Yi
- Yushania angustifolia T.P.Yi & J.Y.Shi
- Yushania auctiaurita T.P.Yi
- Yushania baishanzuensis Z.P.Wang & G.H.Ye
- Yushania basihirsuta (McClure) Z.P.Wang & G.H.Ye
- Yushania bojieiana T.P.Yi
- Yushania brevipaniculata (Hand.-Mazz.) T.P.Yi
- Yushania brevis T.P.Yi
- Yushania burmanica T.P.Yi
- Yushania canoviridis G.H.Ye & Z.P.Wang
- Yushania cartilaginea T.H.Wen
- Yushania cava T.P.Yi
- Yushania chingii T.P.Yi
- Yushania collina T.P.Yi
- Yushania complanata T.P.Yi
- Yushania confusa (McClure) Z.P.Wang & G.H.Ye
- Yushania crassicollis T.P.Yi
- Yushania crispata T.P.Yi
- Yushania dafengdingensis T.P.Yi
- Yushania elegans (Kurz) R.B.Majumdar
- Yushania elevata T.P.Yi
- Yushania emeryi (Stapleton) Demoly
- Yushania exilis T.P.Yi
- Yushania falcatiaurita Hsueh & T.P.Yi
- Yushania farcticaulis T.P.Yi
- Yushania farinosa Z.P.Wang & G.H.Ye
- Yushania flexa T.P.Yi
- Yushania gigantea T.P.Yi & Lin Yang
- Yushania glandulosa Hsueh & T.P.Yi
- Yushania glauca T.P.Yi & T.L.Long
- Yushania grammata T.P.Yi
- Yushania hirsuta (Munro) R.B.Majumdar
- Yushania hirticaulis Z.P.Wang & G.H.Ye
- Yushania humida T.P.Yi & J.Y.Shi
- Yushania lacera Q.F.Zheng & K.F.Huang
- Yushania laetevirens T.P.Yi
- Yushania levigata T.P.Yi
- Yushania linearis Demoly
- Yushania lineolata T.P.Yi
- Yushania longiaurita Q.F.Zheng & K.F.Huang
- Yushania longissima K.F.Huang & Q.F.Zheng
- Yushania longiuscula T.P.Yi
- Yushania mabianensis T.P.Yi
- Yushania maculata T.P.Yi
- Yushania maling (Gamble) R.B.Majumdar & Karthik.
- Yushania menghaiensis T.P.Yi
- Yushania microphylla (Munro) R.B.Majumdar
- Yushania mitis T.P.Yi
- Yushania multiramea T.P.Yi
- Yushania niitakayamensis (Hayata) Keng f.
- Yushania oblonga T.P.Yi
- Yushania pachyclada T.P.Yi
- Yushania pantlingii (Gamble) R.B.Majumdar
- Yushania panxianensis T.P.Yi & J.J.Shi
- Yushania pauciramificans T.P.Yi
- Yushania pianmaensis T.P.Yi & Lin Yang
- Yushania polytricha Hsueh & T.P.Yi
- Yushania punctulata T.P.Yi
- Yushania qiaojiaensis Hsueh & T.P.Yi
- Yushania rigidula (E.G.Camus) Ohrnb.
- Yushania rolloana (Gamble) T.P.Yi
- Yushania rugosa T.P.Yi
- Yushania schmidiana (A.Camus) Ohrnb.
- Yushania shangrilaensis Demoly
- Yushania straminea T.P.Yi
- Yushania suijiangensis T.P.Yi
- Yushania tenuicaulis T.P.Yi & J.Y.Shi
- Yushania tessellata (Holttum) S.Dransf.
- Yushania tianmushanica G.H.Lai
- Yushania tongpeii D.Z.Li, Y.X.Zhang & E.D.Liu
- Yushania uliginosa T.P.Yi & J.Y.Shi
- Yushania uniramosa Hsueh & T.P.Yi
- Yushania varians T.P.Yi
- Yushania velutina Demoly
- Yushania vigens T.P.Yi
- Yushania violascens (Keng) T.P.Yi
- Yushania wardii (Bor) Ohrnb.
- Yushania weixiensis T.P.Yi
- Yushania wuyishanensis Q.F.Zheng & K.F.Huang
- Yushania xizangensis T.P.Yi
- Yushania yadongensis T.P.Yi
- Yushania yongdeensis T.P.Yi & J.Y.Shi